# Trefusia honessi
Trefusia honessi is een rondwormensoort uit de familie van de Trefusiidae. De wetenschappelijke naam van de soort is voor het eerst geldig gepubliceerd in 1986 door Keppner.